# Résolution 1236 du Conseil de sécurité des Nations unies
Membres permanents
- Chine
- États-Unis
- France
- Royaume-Uni
- Russie

Membres non permanents
- Argentine
- Bahrain
- Brésil
- Canada
- Gabon
- Gambie
- Malaisie
- Namibie
- Pays-Bas
- Slovénie

Résolution no 1235 Résolution no 1237
La résolution 1236 du Conseil de sécurité des Nations unies a été adoptée à l'unanimité le 7 mai 1999. Après avoir rappelé les résolutions précédentes sur le Timor oriental, notamment la résolution 384 (de 1975) et la résolution 389 (de 1976), le Conseil s'est félicité d'un accord entre l'Indonésie et le Portugal sur l'avenir du Timor oriental et une présence des Nations unies pour aider à l'organisation du référendum sur l'indépendance du Timor oriental prévu pour août 1999.
Le Conseil de sécurité a pris note des efforts soutenus des gouvernements tant indonésien que portugais depuis juillet 1983 pour trouver une solution internationalement acceptable à la question du Timor oriental. Il s'est félicité des progrès accomplis lors de la dernière série de pourparlers, le 5 mai 1999, sous l'égide du Secrétaire général Kofi Annan, qui ont abouti à une série d'accords. Les accords entre l’Organisation des Nations unies et les Gouvernements indonésien et portugais concernant les dispositions en matière de sécurité pour le référendum ont également été accueillis avec satisfaction.
La résolution saluait l'intention du Secrétaire général d'établir dès que possible une présence des Nations unies au Timor oriental pour aider à la mise en œuvre des accords en organisant le référendum et en mettant des conseillers de police à la disposition de la police indonésienne. Il a souligné l’importance de rendre compte des résultats du référendum sur l’autonomie ou l’indépendance, la responsabilité de l’Indonésie de maintenir la paix et la sécurité au Timor oriental et de veiller à ce que l’ONU puisse mener à bien toutes ses tâches dans la région.
Le Conseil s'est félicité de la création d'un fonds d'affectation spéciale pour permettre aux États membres de verser des contributions volontaires pour financer la présence des Nations unies au Timor oriental. Le Secrétaire général a été prié de faire un rapport au Conseil avant le 24 mai 1999 sur l’application des accords et de faire des recommandations sur une future présence des Nations unies. Une décision serait alors prise par le Conseil de sécurité.